# Варненци (село)
 Тази статия е за селото в Североизточна България.  За известни личности от Варна вижте Варненци.  
Варненци е село в Североизточна България. То се намира в община Тутракан, Област Силистра.

## История
Старото име на селото е Денизлер. То е прекръстено през 1942 г. в памет на 31-ви пехотен варненски полк, участвал в Тутраканската епопея.
При избухването на Балканската война в 1912 година един човек от Денизлер е доброволец в Македоно-одринското опълчение.